# Kreis Jõgeva
Der Kreis Jõgeva (estnisch Jõgeva maakond oder Jõgevamaa) ist ein Landkreis (maakond) in Estland.

## Geografie
Er liegt im Osten des Landes und grenzt im Nordosten an den Kreis Ida-Viru, im Norden an Lääne-Viru, im Nordwesten an Järva, im Südwesten an Viljandi, und im Süden an den Kreis Tartu. Im Osten wird der Kreis durch den Peipussee begrenzt, durch den auch die gemeinsame Grenze mit Russland verläuft.

### Landschaftsbild
Im Kreis Jõgeva gibt es zwei Naturschutzgebiete (estnisch looduskaitseala, kurz LKA), das Endla-Naturschutzgebiet im Norden und das Alam-Pedja-Naturschutzgebiet im Südwesten. Das Pedja-Naturschutzgebiet ist ein Feuchtgebiet von internationaler Bedeutung. Es gehört zu den Gebieten, die durch die Ramsar-Konvention geschützt sind.
Im Zentrum des Landkreises liegt das Vooremaa, eine Drumlinlandschaft. Zwischen den Drumlins liegen viele längliche Seen, die größten sind der Saadjärv (Saadsee) und der Kaiavere järv (Kaiaveresee).
Der Osten des Landkreises schließt an den Peipussee (estn. Peipsi järv), den viertgrößten See Europas, an.
Außerdem fließen durch den Kreis Jõgeva zwei der größten Flüsse Estlands, der Fluss Põltsamaa (estn. Põltsamaa jõgi) und der Fluss Pedja (estn. Pedja jõgi).
Die höchste Erhebung des Landkreises ist der Laiuse-Berg (estn. Laiuse mägi) mit einer Höhe von 144 m.

### Infrastruktur
Durch den Westen des Landkreises verläuft die Tallinn-Tartu-Hauptstraße (estn. Tallinn-Tartu maantee), die wichtigste Verkehrsstraße Estlands, durch den Osten die Tartu-Jõhvi-Hauptstraße (estn. Tartu-Jõhvi maantee), eine weitere Hauptverkehrsader des Landes.
Auf der Nord-Süd-Linie verläuft durch das Zentrum des Kreises – auch Jõgeva – die Piibe-Hauptstraße (estn. Piibe maantee). Sie verbindet Tartu mit Rakvere.
Parallel zur Piibe maantee verläuft die Bahnstrecke Tallinn-Tapa-Tartu, welche sowohl für den Personenverkehr (siehe Edelaraudtee) als auch Öl- und Gütertransporte genutzt wird.

## Städte und Gemeinden

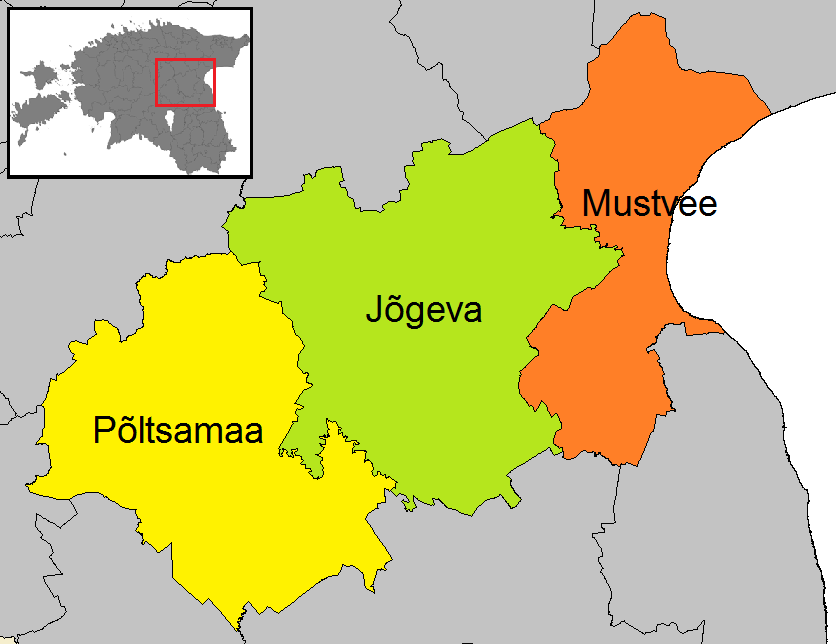
Gemeinden im Kreis Jõgeva

Der Kreis setzt sich seit der Verwaltungsreform 2017 aus 3 Landgemeinden (vallad) zusammen.
Gemeinden:
- Jõgeva (Landgemeinde)
- Põltsamaa (Oberpahlen)
- Mustvee (Tschorna)

## Geschichte
Im Zeitraum 7000–6000 v. Chr. siedelten die ersten Menschen, Fischer, am Peipussee. Ab dem 13. Jahrhundert gehörte das Gebiet des Landkreises zum livländischen Orden, der im 14. und 15. Jahrhundert seine Ordensburg in Laiuse, zur Sicherung der östlichen Grenzen, baute. Diese Ordensburg nutzte der schwedische König Karl XII. im Winter 1700/1701, während des Großen Nordischen Krieges, als Winterquartier.
Von 1570 bis 1577 saß der livländische König Herzog Magnus, Bruder des dänischen Königs, in Põltsamaa. Die erste Siedlung an der Stelle der heutigen Stadt Jõgeva gab es erst 1876, an der wichtigen Bahnstrecke Tartu-Tapa-Tallinn. 1949 wurde der Kreis Jõgeva gegründet, welcher im Jahre 1950 von der russischen Besatzungsmacht in „Region Jõgeva“ umbenannt wurde und 1962 die heutigen Kreisgrenze erhielt. 1990 wurde die Region Jõgeva wieder in Landkreis Jõgeva umbenannt.

## Galerie

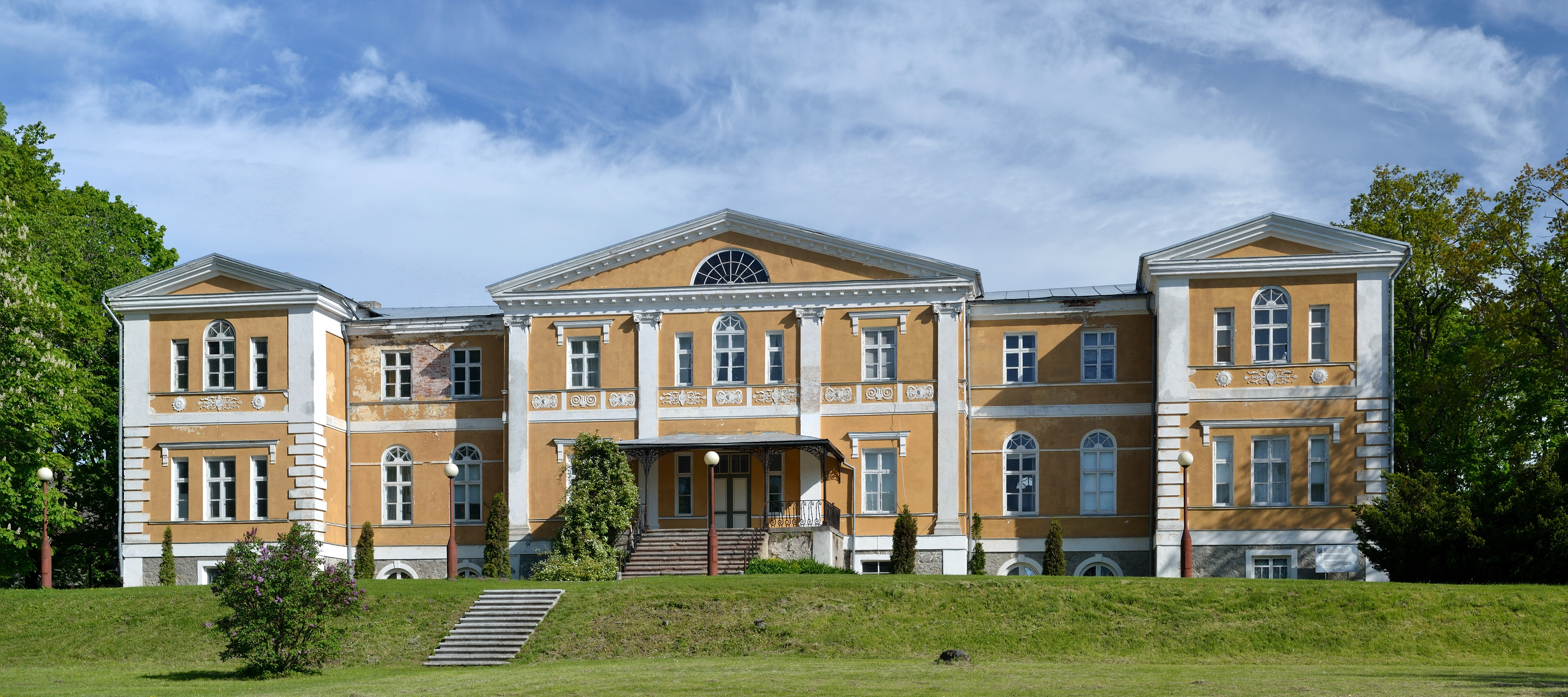
Hauptgebäude des Herrenhauses Kuremaa
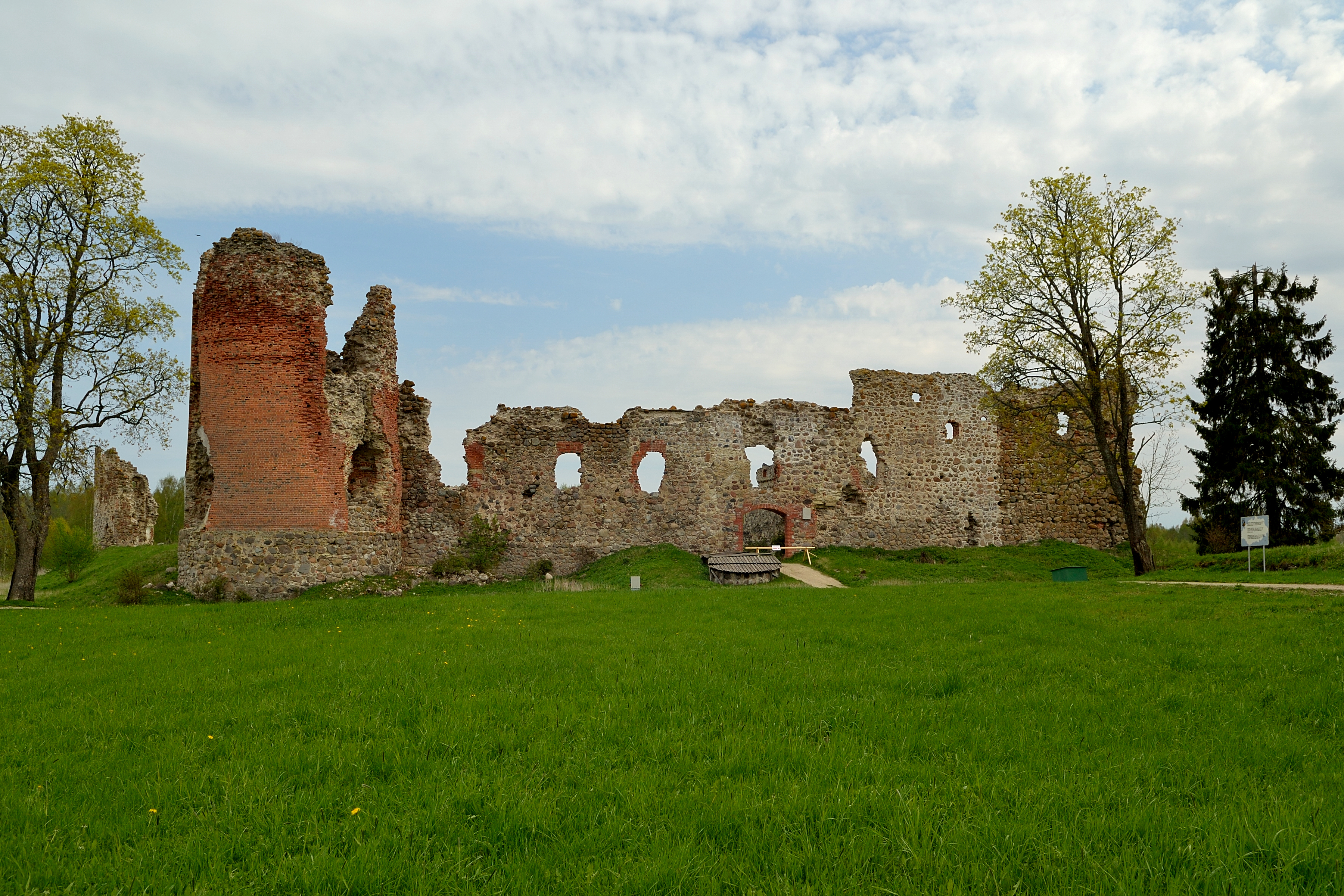
Ruinen der Burg Laiuse
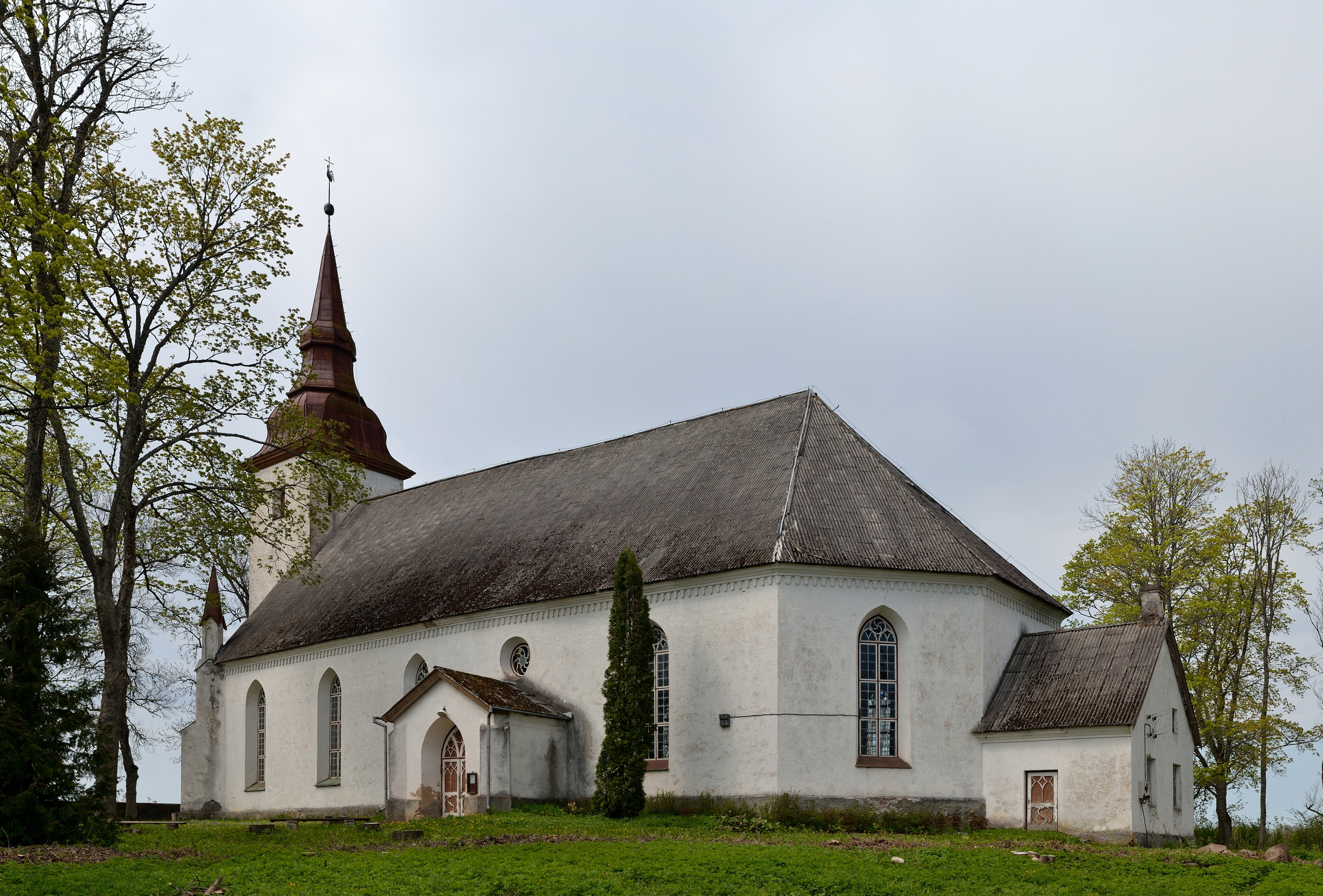
Torma Kirche
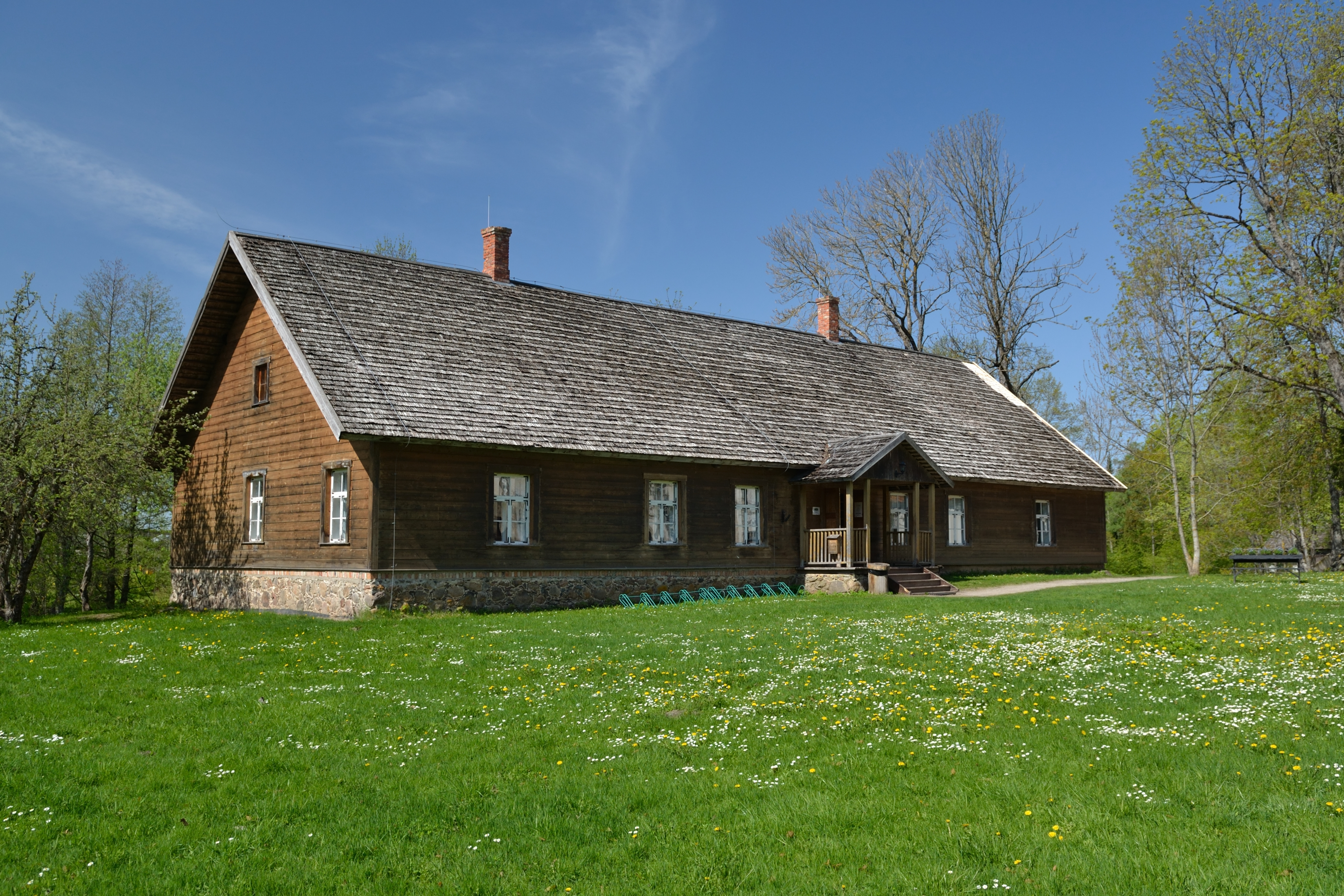
Gemeinde-Schule von Palamuse